# Corsaint
Corsaint is een gemeente in het Franse departement Côte-d'Or (regio Bourgogne-Franche-Comté) en telt 128 inwoners (1999). De plaats maakt deel uit van het arrondissement Montbard.

## Geografie
De oppervlakte van Corsaint bedraagt 19,5 km², de bevolkingsdichtheid is 6,6 inwoners per km².
De onderstaande kaart toont de ligging van Corsaint met de belangrijkste infrastructuur en aangrenzende gemeenten.

## Demografie
Onderstaande figuur toont het verloop van het inwonertal (bron: INSEE-tellingen).